# (72682) 2001 FV63
(72682) 2001 FV63 – planetoida z pasa głównego asteroid okrążająca Słońce w ciągu 5,65 lat w średniej odległości 3,17 j.a. Odkryta 19 marca 2001 roku.